# Струнный квартет № 2 (Сметана)
Струнный квартет № 2 ре минор — одно из последних сочинений Бедржиха Сметаны, начатое в 1882 году и законченное 12 марта 1883 года. К этому времени композитор окончательно оглох и находился на пороге безумия — то и другое в результате хронического воспаления, вызванного ранением в 11-летнем возрасте. По словам самого Сметаны, он работал над квартетом вопреки запрету врачей и придал ему автобиографический характер, прямо продолжающий его первый струнный квартет «Из моей жизни»: согласно воспоминаниям первого биографа Сметаны Вацлава Зелени, композитор сказал ему:

Здесь представлено кружение музыки в человеке, потерявшем слух. Никто не имеет понятия, как убегают мысли у глухого человека. Если я немедленно не запишу новую мысль, то через мгновение, а тем более через полдня, уже не знаю, какая она была. А меня раньше объявляли феноменом в том, что касалось памяти.
Оригинальный текст (чешск.)Představuje se tu víření hudby u člověka, který ztratil sluch. O tom nikdo nemá ponětí, jak hluchému člověku myšlenky utíkají. Nenapíšu-li novou myšlénku ihned, nevím za chvíli, neřku-li za půl dne, jaká byla. A já přece býval vyhlašován za fenomen, co se týče paměti.
Первое публичное исполнение квартета состоялось 3 января 1884 года в Праге, играли Фердинанд Лахнер, Юлиус Раушер, Йозеф Креган и Алоис Неруда. Партитура была опубликована пражским издательством Bursik & Kohout в 1889 году, уже после смерти композитора.

## Состав
1. Allegro
2. Allegro moderato
3. Allegro non più moderato, ma agitato e con fuoco
4. Presto

Примерная продолжительность звучания 18 минут.

## Характеристика музыки
Музыка квартета носит необычный и новаторский характер, хотя и в ней, как и в более масштабных сочинениях Сметаны, можно обнаружить опору на фольклорные источники. Как указывает музыковед Дерек Кац, проблемы с памятью и нарративные задачи повлияли на построение квартета, но в то же время это сочинение логически связано с эволюцией позднего творчества Сметаны и его движением к радикальному эксперименту.